# Jörg-Uwe Albig
Jörg-Uwe Albig (* 1960 in Bremen) ist ein deutscher Schriftsteller und Journalist.

## Leben
Der gebürtige Bremer Jörg-Uwe Albig studierte Kunst und Musik in Kassel. Er arbeitete als Altenpfleger, bevor er als Journalist tätig wurde. Von November 1983 bis April 1985 besuchte er die Henri-Nannen-Journalistenschule in Hamburg; zu seinem Lehrgang gehörten der Unternehmer Karl-Walter Freitag, der spätere RTL-Chefredakteur Peter Kloeppel sowie der Osteuropa-Korrespondent Thomas Urban.
Zwei Jahre verbrachte er als freier Journalist in Paris und wurde später unter anderem für Geo, Stern und SZ-Magazin tätig. Seit 1993 lebt er als freier Autor in Berlin und debütierte 1999 mit Velo als Schriftsteller.
Albig wurde 2017 zum Ingeborg-Bachmann-Wettbewerb eingeladen. Die Juroren kritisierten allerdings seinen häufigen Gebrauch von Fremdwörtern, so dass man manche Sätze „nicht ohne Lexikon verstehen kann“.
In seinem Roman „Zornfried“ (2019) setzt er sich satirisch mit der Neuen Rechten und dem „neuen Journalismus“ auseinander.
Seit Dezember 2022 ist er Mitglied im PEN Berlin.

## Werke
- Velo. Verlag Volk und Welt, Berlin 1999, ISBN 978-3-499-25738-4.
- Land voller Liebe. Tropen Verlag, Berlin 2006, ISBN 978-3-608-50088-2.
- Berlin Palace. Tropen Verlag, Stuttgart 2010, ISBN 978-3-608-50106-3.
- Ueberdog. Tropen Verlag, Stuttgart 2013, ISBN 978-3-608-50127-8.
- Eine Liebe in der Steppe. Novelle. Klett-Cotta Verlag, Stuttgart 2017, ISBN 978-3-608-96157-7.
- Zornfried. Roman. Klett-Cotta Verlag, Stuttgart 2019, ISBN 978-3-608-96425-7.
- Das Stockholm-Syndrom und der sadomasochistische Geist des Kapitalismus. Roman. Klett-Cotta Verlag, Stuttgart 2021, ISBN 978-3-608-98416-3.
- Moralophobia. Wie die Wut auf das Gute in die Welt kam. Klett-Cotta Verlag, Stuttgart 2022, ISBN 978-3-608-96585-8.

### Beiträge (Auswahl)
- Wolfgang Borchert – Die Stimme der Gebrochenen, in: Geo Epoche Nr. 102 (2020), S. 22–29.
- Moral, in: Geo Nr. 6, 2022, S. 126–138, Essay mit Auszügen aus dem Buch Moralophobia. Wie die Wut auf das Gute in die Welt kam.

### Sekundärliteratur
- Matthias Rothe: Lektüreschlüssel zu Jörg-Uwe Albig »Das Stockholm-Syndrom und der sadomasochistische Geist des Kapitalismus« (lfb Kompass 4), Literaturforum im Brecht-Haus, Berlin 2021, ISBN 978-3-949884-00-9